# Ommata bicoloripes
Ommata bicoloripes är en skalbaggsart som beskrevs av Dmytro Zajciw 1965. Ommata bicoloripes ingår i släktet Ommata och familjen långhorningar. Inga underarter finns listade i Catalogue of Life.